# HMS Prince George (1895)
O HMS Prince George foi um couraçado pré-dreadnought operado pela Marinha Real Britânica e a terceira embarcação da Classe Majestic. Sua construção começou em setembro de 1894 no Estaleiro Real de Portsmouth e foi lançado ao mar em agosto de 1895, sendo comissionado na frota britânica em novembro do ano seguinte. Era armado com uma bateria principal composta por quatro canhões de 305 milímetros montados em duas torres de artilharia duplas, tinha um deslocamento de mais de dezesseis mil toneladas e alcançava uma velocidade máxima de dezesseis nós.
O Prince George teve um início de carreira relativamente tranquilo, marcado principalmente por alguns incidentes de colisões com outros navios. Serviu primeiro na Frota do Canal e depois na Frota do Atlântico e na Frota Doméstica. A Primeira Guerra Mundial começou em 1914 e seus primeiras ações foram escoltar comboios para a França. Foi transferido em 1915 para a Campanha de Galípoli, permanecendo na região até voltar para casa em 1916. Depois foi usado como alojamento e depósito flutuante. Foi descomissionado em 1920 e destruído ao encalhar em dezembro de 1921.

## Características

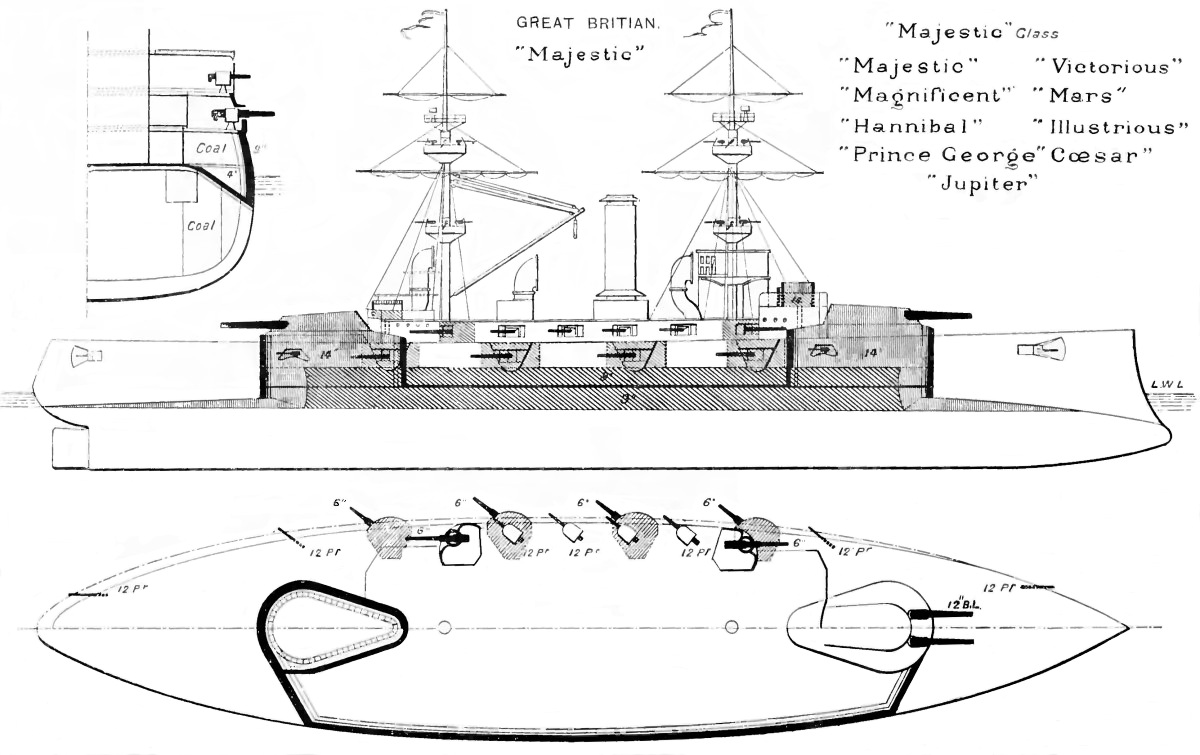
Desenho da Classe Majestic

O Prince George tinha 128,3 metros de comprimento de fora a fora, boca de 22,8 metros e calado de 8,2 metros. Seu deslocamento carregado de 16 320 toneladas. Seu sistema de propulsão era composto por oito caldeiras de tubos d'água cilíndricas a carvão que alimentavam dois motores de tripla expansão com três cilindros, cada um girando uma hélice. As caldeiras foram substituídas entre 1907 e 1908 por modelos que queimavam óleo combustível. Os motores tinham uma potência indicada de 10,2 mil cavalos-vapor (7,5 mil quilowatts) para uma velocidade máxima de dezesseis nós (trinta quilômetros por hora). A tripulação era formada por 672 oficiais e marinheiros.
O armamento principal consistia em quatro canhões Marco VIII calibre 35 de 305 milímetros montados em duas torres de artilharia, uma à vante e outra à ré. As torres ficavam sobre barbetas em formato de pêssego. O armamento secundário tinha doze canhões calibre 40 de 152 milímetros montados em casamatas em dois conveses à meia-nau. Também tinha dezesseis canhões de 76 milímetros e doze canhões de 47 milímetros para defesa contra barcos torpedeiros. Por fim, foi equipado com cinco tubos de torpedo de 450 milímetros, quatro dos quais ficavam submersos no casco e o último em um lançador no convés. O cinturão principal de blindagem era feito de aço Harvey e tinha 229 milímetros de espessura. As barbetas eram protegidas por 356 milímetros, mesma espessura das laterais da torre de comando. As anteparas tinha de 305 a 356 milímetros, enquanto o convés tinha entre 64 e 102 milímetros.

## Carreira

### Tempos de paz
O batimento de quilha do Prince George ocorreu em 10 de setembro de 1894 no Estaleiro Real de Portsmouth. Foi lançado ao mar menos de um ano depois em 22 de agosto de 1895, quando foi batizado pela princesa Maria, Duquesa de Iorque, a esposa do príncipe Jorge, Duque de Iorque e o homônimo da embarcação. Foi comissionado na Marinha Real Britânica em 26 de novembro de 1896, sendo designado para a Esquadra do Canal. Esteve presente no dia 26 de junho de 1897 para uma revista naval em Spithead em celebração do jubileu de diamante da rainha Vitória. Esteve presente em 16 de agosto de 1902 para uma outra revista, desta vez em celebração da coroação do rei Eduardo VII. No mês seguinte foi para o Mar Egeu para participar de manobras combinadas junto com a Frota do Mediterrâneo. Visitou Gibraltar e Tetuão no final de outubro junto com seu irmão HMS Magnificent.

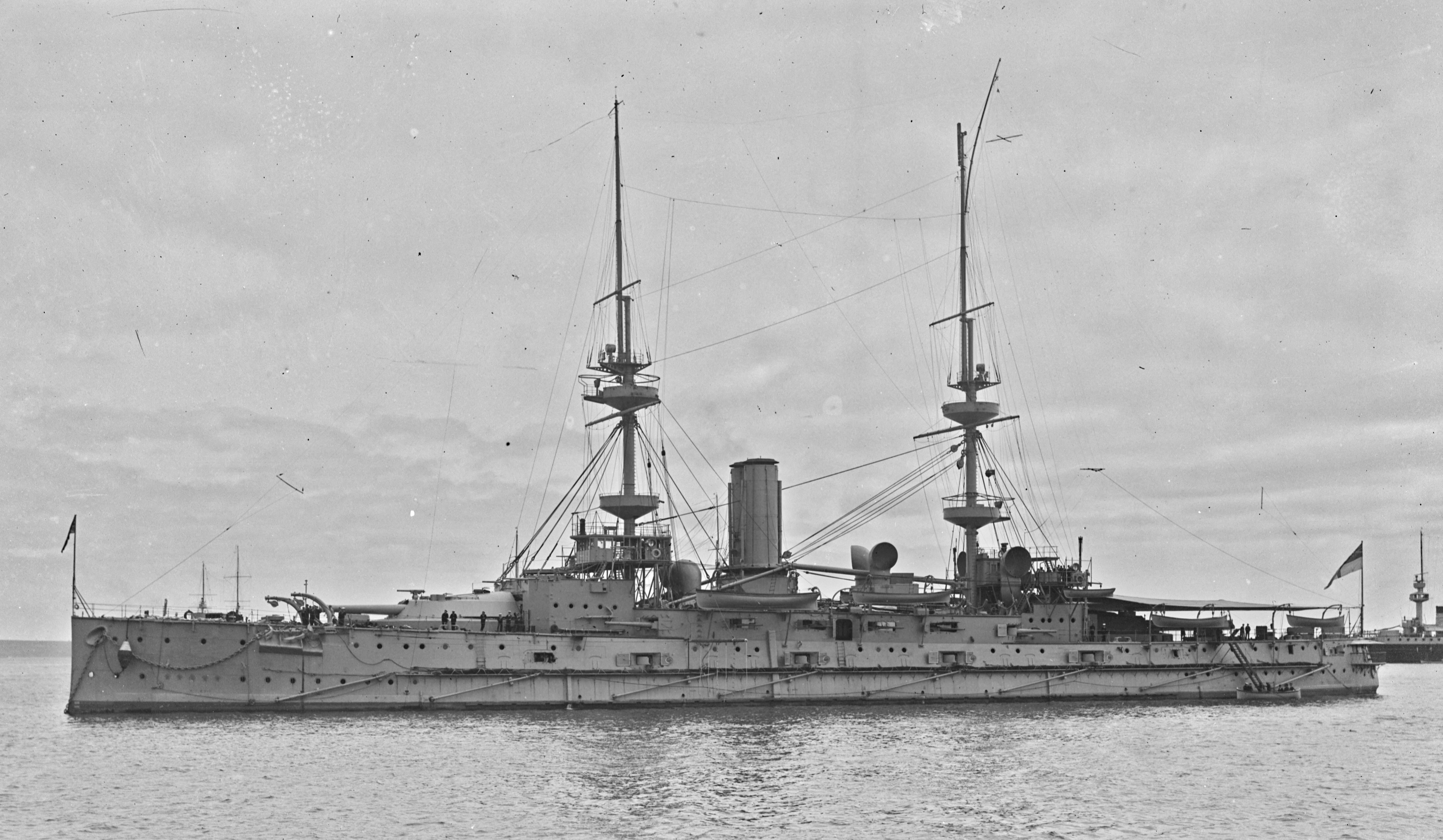
O Prince George em julho de 1905

O Prince George ficou seriamente danificado em 17 de outubro de 1903 quando seu irmão HMS Hannibal o abalroou em mares bravios próximo da Espanha a nove nós (dezessete quilômetros por hora), abrindo um grande buraco abaixo da linha de flutuação a estibordo. O Prince George conseguiu alcançar Ferrol usando apenas seus motores para mudar de direção e com sua popa submersa. Reparos temporários foram realizados no local e ele seguiu em 24 de outubro para Portsmouth, onde reparos definitivos foram feitos.
O couraçado foi tirado da Esquadra do Canal em julho de 1904 para passar por reformas em Portsmouth. Ao final destas foi colocado na reserva em 3 de janeiro de 1905. Foi transferido em 14 de fevereiro para a Frota do Atlântico, a sucessora da Esquadra do Canal. O Prince George colidiu com o cruzador blindado alemão SMS Friedrich Carl em Gibraltar em 3 de março, mas nenhum dos dois ficou seriamente danificado. Foi transferido em 17 de julho para a nova Frota do Canal, onde serviu até 4 de março de 1907.
No dia seguinte se tornou na capitânia do Comandante da Divisão de Portsmouth da nova Frota Doméstica. O Prince George colidiu com o cruzador blindado HMS Shannon em 5 de dezembro em Portsmouth, sofrendo danos nas tábuas de madeira do convés e em suas serviolas. Foi substituído como capitânia em fevereiro de 1909, ficando sob manutenção em Portsmouth entre março e dezembro, durante a qual recebeu equipamentos de rádio. Teve sua tripulação reduzida para o mínimo e foi colocado na reserva em dezembro de 1910. Foi transferido para Devonport em 1911. O Prince George se tornou em junho de 1912 parte da 7ª Esquadra de Batalha.

### Primeira Guerra
A Primeira Guerra Mundial começou em agosto de 1914 e o Prince George voltou ao serviço no dia 8, atuando brevemente como a capitânia da esquadra até ser substituído pelo couraçado HMS Vengeance em 25 de agosto. Dez dias depois O Prince George deu cobertura para a passagem da Divisão de Fuzileiros de Plymouth para Ostend na Bélgica, enquanto em setembro deu cobertura para a travessia da Força Expedicionária Britânica para a França. Foi transferido em fevereiro de 1915 para a Campanha de Galípoli. Chegou em Tênedos em 1º de março, usando o local como base até fevereiro de 1916. Participou de ataques contra fortificações otomanas em Dardanelos entre 5 e 18 de março. Foi atingido por um projétil de 152 milímetros abaixo da linha de flutuação em 3 de maio durante um bombardeio, precisando ir para Malta a fim de passar por reparos.

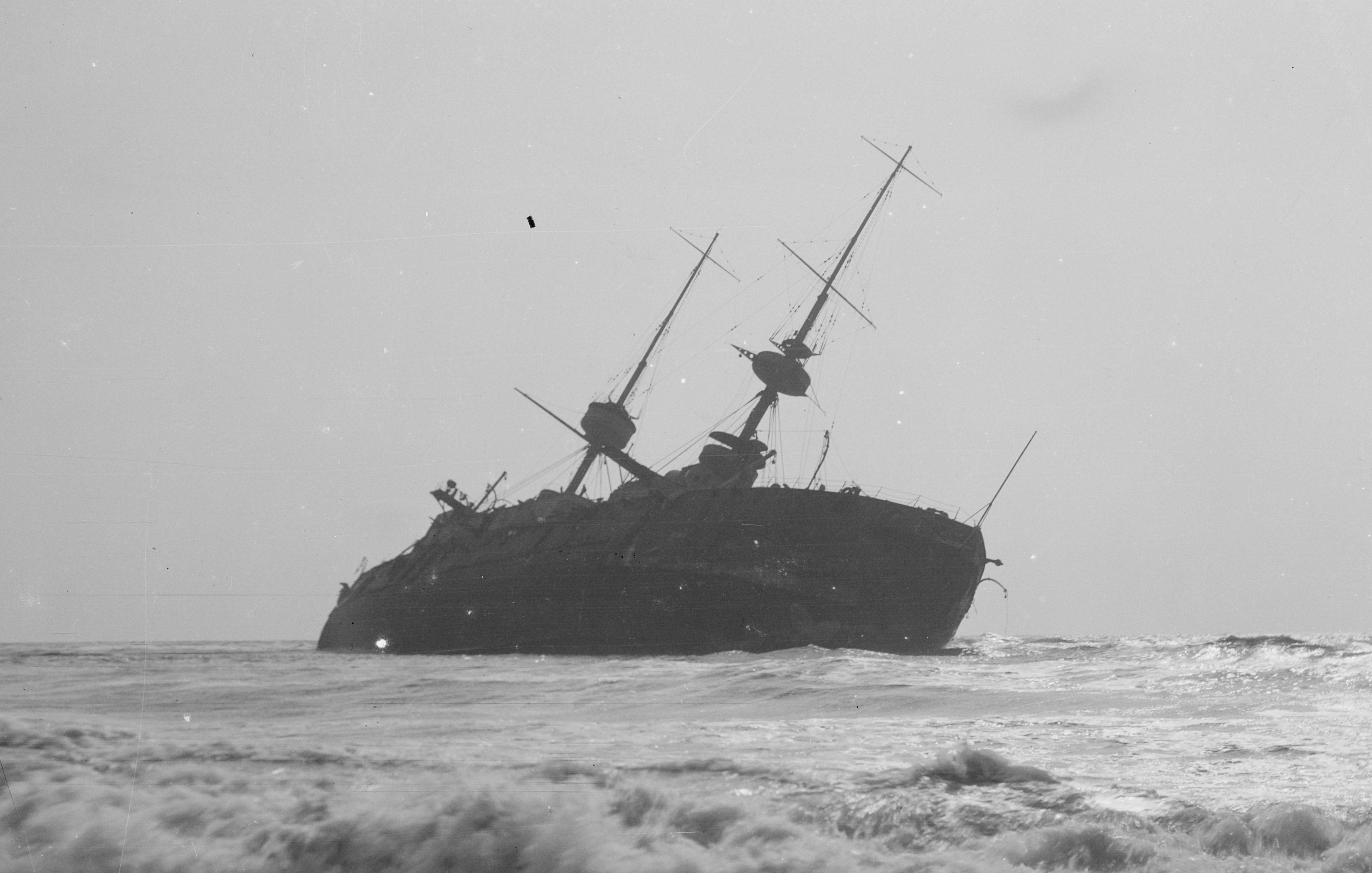
O Prince George encalhado em Camperduin em 1922

O Prince George retornou em 12 de julho, dando suporte de artilharia para tropas francesas em Krithia e Achi Baba. Deu cobertura para a evacuação de tropas Aliadas de Suvla entre 18 e 19 de dezembro, fazendo o mesmo na Praia Ocidental de 8 a 9 de janeiro de 1916. Foi torpedeado perto do Cabo Helles neste último dia, mas o torpedo não detonou. Ficou em Salonica entre janeiro e fevereiro, deixando o Mar Mediterrâneo no final deste mês e sendo tirado de serviço ao chegar em casa em Março com o objetivo de liberar sua tripulação para que fosse transferida para embarcações antissubmarinas. Ficou no Estaleiro Real de Chatham até fevereiro de 1918, primeiro servindo de enfermaria auxiliar e outras funções secundárias e depois como alojamento flutuante de março de 1916 a maio de 1918.
O couraçado foi convertido em um depósito a partir de maio de 1918. Foi renomeado Victorious II em setembro, com a conversão terminando um mês depois. Foi colocado em Scapa Flow junto com seu irmão HMS Victorious, na época um navio de reparos, e atuou como depósito para os contratorpedeiros da Grande Frota. Foi renomeado de volta para Prince George em fevereiro de 1919, enquanto em março foi transferido para Sheerness a fim de atender aos contratorpedeiros no rio Medway. O navio foi colocado na lista de descarte em 21 de fevereiro de 1920 e vendido para uma empresa britânica de desmanche em 22 de setembro de 1921. Foi revendido para uma empresa alemã em dezembro e partiu para a Alemanha. Entretanto, encalhou no caminho perto de Camperduin, nos Países Baixos, em 30 de dezembro. Todos os itens valiosos foram removidos e os destroços deixados no local. O que restou do navio foi enterrado em areia em 2014 durante um programa de expansão da praia, com um marcador ficando acima do local dos destroços.